# روزلورد بورگلا
روزلورد بورگلا (انگلیسی: Roselord Borgella؛ زادهٔ ۱ آوریل ۱۹۹۳) بازیکن فوتبال اهل هائیتی است.
وی همچنین در تیم‌های ملی فوتبال Haiti women's national under-17 football team, Haiti women's national under-20 football team، و Haiti women's national football team بازی کرده‌است.